# 蒙蒂尼拉列
蒙蒂尼拉列（法語：Montigny-l'Allier，法語發音：[mɔ̃tiɲi lalje]）是法国上法蘭西大區埃纳省的一个市镇，属于蒂耶里堡区。

## 地理
蒙蒂尼拉列（49°6'41"N, 3°6'12"E）面积10.14 平方千米，位于法国上法蘭西大區埃纳省，该省份为法国北部内陆省份，北起北部省，西接索姆省和瓦兹省，东临阿登省和马恩省，西南至塞纳-马恩省，东北部与比利时接壤。
与蒙蒂尼拉列接壤的市镇（或旧市镇、城区）包括：布吕梅斯、奥尔苏瓦地区谢济、乌尔克河畔马勒伊、马罗勒、讷夫谢勒、瓦卢瓦地区库隆、烏爾克河畔克魯伊。

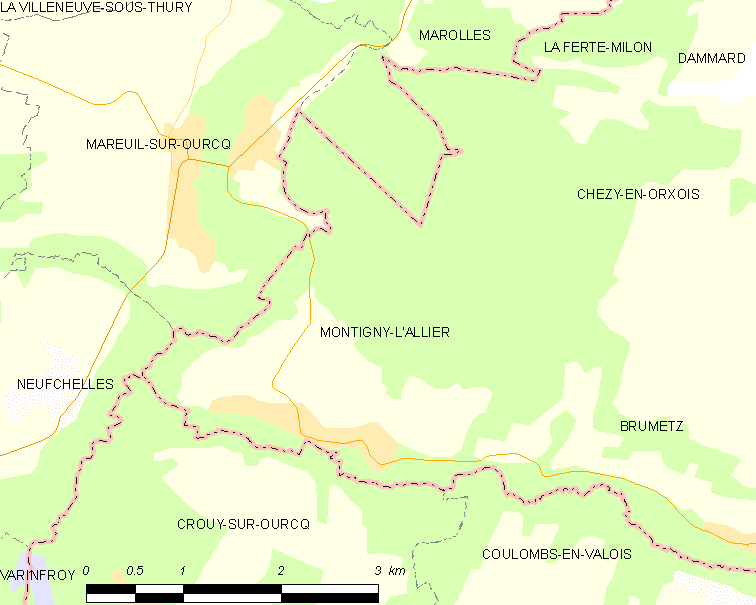
蒙蒂尼拉列的OSM定位图

蒙蒂尼拉列的时区为UTC+01:00、UTC+02:00（夏令时）。

## 行政
蒙蒂尼拉列的邮政编码为02810，INSEE市镇编码为02512。

## 政治
蒙蒂尼拉列所属的省级选区为维莱科特雷县。

## 人口

1962-2008年间蒙蒂尼拉列人口变化图示

蒙蒂尼拉列于2022年1月1日时的人口数量为271人。